# موتور محمد احمدی
موتور محمد احمدی یک منطقهٔ مسکونی در ایران است که در دهستان جازموریان واقع شده‌است. موتور محمد احمدی ۵۶ نفر جمعیت دارد.